# 2460 Mitlincoln
2460 Mitlincoln (1980 TX4) là một tiểu hành tinh vành đai chính được phát hiện ngày 1 tháng 10 năm 1980 bởi L. G. Taff và D. Beatty ở Socorro, New Mexico.